# 名義民主黨人
名义民主党人（Democrat In Name Only，縮寫DINO），是一个贬义稱呼，用于指代任何以民主党人的身份当选，但据称像共和党人一样执政和立法的美国民主党员。该术语起源于1908年。「DINO」这个词汇与缩写词「RINO」（名义共和党人，Republican In Name Only）相对应，但其使用不如后者广泛，因为蓝狗民主党人更常用于描述非正统民主党人。